# Biała Kopa (Góry Bialskie)
Biała Kopa (niem. Bielenkoppe, Bieler-Koppe, 1033 m n.p.m.) – szczyt w Górach Bialskich. Według regionalizacji fizycznogeograficznej Polski J. Kondrackiego znajduje się w Górach Złotych (332.61).

## Położenie
Biała Kopa znajduje się we wschodniej części Gór Bialskich, w krótkim, bocznym grzbieciku, odgałęziającym się od Rudawca w kierunku północnym.
Od zachodu i północy otacza ją dolina potoku Bielawka. Na wschodnich zboczach Białej Kopy ma źródła Morawski Potok.

## Budowa geologiczna
Masyw Białej Kopy zbudowany jest z drobnoziarnistych, cienkowarstewkowych lub smużystych gnejsów gnejsów gierałtowskich – skał metamorficznych należących do metamorfiku Lądka i Śnieżnika.

## Ochrona przyrody
Masyw Białej Kopy znajduje się w Śnieżnickim Parku Krajobrazowym.

## Turystyka
W rejonie Białej Kopy nie ma żadnych szlaków turystycznych.